# Abu-Dàwud
Abu-Dàwud Sulayman ibn al-Àixath ibn Ishaq ibn Baixir al-Azdí as-Sijistaní (àrab: أبو داود سليمان بن الأشعث بن إسحاق بن بشير الأزدي السجستاني, Abū Dāwud Sulaymān ibn al-Axʿaṯ ibn Isḥāq ibn Baxīr al-Azdī as-Sijistānī) (Sijistan, 817 - Bàssora, 889), conegut simplement com a Abu-Dàwud, és l'autor de Súnan Abi-Dàwud, un dels sis reculls canònics d'hadits adoptats pels sunnites. Va néixer a l'est de l'Iran i va fer nombrosos viatges per tal de recopilar hadits, anant fins a l'Iraq, Egipte, Síria, el Hijaz, el Khorasan, Nixapur i Merv, entre d'altres llocs. Interessat principalment en la jurisprudència, el seu recull conté principalment hadits que fan referència a qüestions legals. Dels prop de 500.000 hadits que va compilar, 4.800 van ser inclosos en la seva obra principal, Súnan Abi-Dàwud o Súnan d'Abu-Dàwud. En total va escriure 21 llibres i va obtenir una reputació de savi i de persona pietosa.